# Sesquialtera
Die Sesquialtera, auch Sesquialter, ist der Name eines Orgelregisters. Sie wird meistens zweireihig aus Quinte und Terz gebaut (2 2⁄3′ + 1 3⁄5′). Es handelt sich um ein gemischtes Aliquotregister.

## Name
Der Name rührt nicht, wie manchmal irrtümlich behauptet, von dem Sextintervall zwischen den beiden Chören her (auch die Bezeichnung „Sexquialtera“ war gebräuchlich), sondern von dem lateinischen Wort für „anderthalb“ (sesquialter, -altera, -alterum) und bezeichnet demnach ursprünglich nur die Quinte (das Saitenlängenverhältnis 3:2 auf dem Monochord) und nicht die Terz (5:4), die Sesquiquarta hieße, eine allerdings ungebräuchliche Bezeichnung. So heißt es in der für das Mittelalter maßgeblichen Musiktheorie von Boethius in Buch 1, Kapitel 4: Secundum vero inaequalitatis genus est quod appellatur superparticulare, id est cum major numerus minorem numerum habet in se totum, et unam ejus aliquam partem, eamque vel dimidiam, ut tres duorum, et vocatur sesquialtera proportio, vel tertiam, ut quatuor ad tres, et vocatur sesquitertia. („Die zweite Art der Ungleichheit ist die, die als überteilig bezeichnet wird, das heißt, wenn die größere Zahl die kleinere voll in sich begreift und einen gewissen Teil von ihr, und zwar entweder die Hälfte, wie drei zu zwei, und dieses Verhältnis wird Sesquialtera genannt, oder ein Drittel, wie vier zu drei, und dieses wird Sesquitertia genannt.“)
Da die Pfeifenproportion von Quinte und Terz 5:3 entspricht, ist die Bezeichnung „Sesquialtera“ unklar.
Bei Balthasar König wird die Sesquialtera alternativ als Solcena bezeichnet.

## Geschichte
Die Sesquialtera wird erstmals 1590 in einem Vertrag mit Floris Hocque(t) über eine Orgel des Trierer Doms erwähnt. In den ersten Jahrzehnten des 17. Jahrhunderts breitete sich das Register in Westfalen, den Niederlanden, Nord- und Mitteldeutschland sowie Frankreich aus. Die von Michael Praetorius 1619 in seiner Organographia vorgeschlagene Sesquialtera wurde 1624 von Gottfried Frietzsch in der Marienkirche Wolfenbüttel disponiert. Frietzsch führte sie auch in Hamburg und Umgebung ein. Die ältesten erhaltenen Sesquialteras befinden sich in der Orgel der Ludgerikirche Norden (Edo Evers, 1618) und in der Orgel der Hauptkirche Sankt Jacobi (Hamburg) (Frietzsch, 1635–1636). Ab 1649 fand die Sesquialtera in Italien und ab 1660 in England Eingang.
Im 17. Jahrhundert wurde sie in Frankreich einreihig als Terz gebaut, die um die Quinte ergänzt werden konnte. Hingegen war in Westfalen die dreireihige Bauweise kennzeichnend, in England und Süddeutschland wurden sogar drei bis fünf Reihen zusammengestellt. Im Barock stand die Sesquialtera nur selten im Pedalwerk; ab Ende des 19. Jahrhunderts hingegen als 5 1⁄3′ und 3 1⁄5′. Im Gefolge von Johann Gottlob Töpfer fand eine weite Mensur Verwendung. Ab 1950 kam in Deutschland eine dreifache Sesquialtera auf, mit einem dritten Chor als Septime oder None.

## Bauweise
Meist sind sie prinzipalartig gebaut, also aus zylindrisch offenen Labialpfeifen mittlerer Mensur. Aber sie werden auch in weiterer Mensur gefertigt. Ab dem 18. Jahrhundert ist die Zusammensetzung 2 2⁄3′ und 1 3⁄5′ die Regel. Die Sesquialtera in der Zusammensetzung 1 1⁄3′ und 4⁄5′ repetiert in der Regel. Vor allem in kleinen Orgeln ist das Register oft nur als halbes Register für die Diskanthälfte des Manuals vorhanden. Sie ist je nach Bauform entweder als reines Soloregister oder auch zur Bildung eines Terzplenums verwendbar. Zusammen mit 8′-, 4′- und 2′-Prinzipalen oder Flöten lässt sich ein Kornett bilden, weshalb die Sesquialtera im 17. Jahrhundert mit dem labialen Cornet gleichgesetzt wird.
|                                                                                  |
| links: 2 ⁄3′ + 2′ + 1 3⁄5′ rechts: 2 ⁄3′ + 1 3⁄5′ + 1 ⁄7′ (Septimensesquialtera) |